# Orden Nacional de Malí
La Orden Nacional de Malí (en francés: Ordre National du Mali) es una condecoración de la República de Malí.
Se otorga en cinco grados. Los dos primeros consisten en una banda con una placa estrellada plateada que lleva una gran estrella naranja de cinco puntas ensanchadas y con los extremos hendidos por una escotadura, cruzándose con otra estrella de iguales característica pero roja y más pequeña. A su vez, en el centro de estas estrellas hay un círculo rojo con las letras «RM» y con un borde dorado que lleva grabados laureles y las palabras «ORDRE NATIONAL». El tercer grado lleva la medalla no montada en la placa plateada pero sí unida a su cinta (que se coloca en el cuello) por un león rodeado de laureles. El tercer y cuarto grado llevan sólo la medalla unida a la cinta, que es amarilla con estrechos bordes verde y rojo.
El Presidente de Malí es el Gran Maestre de la Orden. El grado Gran Cruz es exclusivo para el Presidente y para jefes de Estado extranjeros.
Algunos condecorados con la Orden Nacional: Fidel Castro (dos veces:1989 y 1998) y Neba Solo (músico malí, 2009).